# Список умерших в 951 году

## Март
- Минамото-но Хитоси, японский вака-поэт и государственный чиновник[1].

## Октябрь
- 7 октября — Ши-цзун (32), третий император киданьской династии империи Ляо (947—951).

## Дата смерти неизвестна или требует уточнения
- Абу Ибрахим аль-Фараби, учёный-просветитель, литератор, языковед, наставник[2].
- Готфрид II, король Дублина (948—951).
- Кадуган ап Оуайн, король части Гливисинга (930—951).
- Кеннетиг мак Лоркайн, король Томонда (Туатмуму) в Северном Мунстере[3].
- Кристиан, граф в Нордтюринггау и Швабенгау, маркграф Серимунта с 945 года.
- Рамиро II, король Леона (931—951)[4].